# The Boring Company
TBC – The Boring Company este o companie americană de servicii de infrastructură și construcție de tuneluri fondată de Elon Musk. The Boring Company a fost înființată ca subsidiară a SpaceX în 2017, înainte de a fi transformată într-o corporație separată în 2018. The Boring Company a finalizat un proiect de tunel care este deschis publicului, precum și un tunel de test.
În 2021, The Boring Company a finalizat Las Vegas Convention Center, LVCC Loop, care este un sistem de transport cu trei stații, format din 1,7 mile (2,7 km) de tuneluri. Din iulie 2023, este deschis și un segment către Resorts World Las Vegas, iar tunelurile către stațiunile Encore și Westgate din Las Vegas sunt în curs de finalizare. Sistemul este planificat să se extindă la un total de 68 de mile de tuneluri în Las Vegas. The Boring Company a finalizat, de asemenea, pentru testare un tunel în comitatul Los Angeles, California. Multe orașe din Statele Unite ale Americii și-au exprimat interesul pentru construirea de tuneluri; un exemplu ar fi Austin, Texas.